# آرشي كيلي
آرشي كيلي (بالإنجليزية: Archie Kelly)‏ (9 ديسمبر 1921 بغلاسكو في المملكة المتحدة - 1 يناير 2005) هو لاعب كرة قدم بريطاني (وحمل سابقاً جنسية المملكة المتحدة لبريطانيا العظمى وأيرلندا) في مركز الهجوم. لعب مع نادي أبردين ونادي ماذرويل وهارت أوف ميدلوثيان ونادي ستيرلينغ ألبيون ونادي كاودينبيث لكرة القدم ونادي آير يونايتد.